# کامپوزیت‌های چوبی شفاف
کامپوزیت‌های چوبی شفاف مواد چوبی تازه و جدیدی هستند که تا ۹۰ درصد از شفافیت برخوردار هستند. برخی از آن‌ها خواص مکانیکی بهتری نسبت به خود چوب دارند. این کامپوزیت‌های چوبی شفاف برای اولین بار در سال ۱۹۹۲ ساخته شدند. کامپوزیت‌های چوبی شفاف به‌طور قابل توجهی زیست‌تجزیه‌پذیرتر از شیشه و پلاستیک هستند. چوب شفاف نیز نشکن است.

## تاریخ
یک گروه تحقیقاتی به سرپرستی پروفسور Lars Berglund از دانشگاه KTH سوئد به همراه یک گروه تحقیقاتی از دانشگاه مریلند به سرپرستی پروفسور Liang Bing Hu روشی را برای حذف رنگ و برخی مواد شیمیایی از قطعه‌های کوچک چوب ایجاد کرده‌اند. همچنین پلیمرهایی مانند پلی (متیل متاکریلات) (PMMA) و اپوکسی در سطح سلولی را اضافه کردند که باعث شفاف شدن قطعه‌های چوبی کوچک شد.
پس از انتشار تحقیقات بین سال‌های ۲۰۱۵ و ۲۰۱۶ میلادی، چوب شفاف واکنش مطبوعاتی وسیعی داشت، مقالاتی در ScienceDaily , Wired، Wall Street Journal , و نیویورک تایمز. دربارهٔ آن نوشته شدند.
در واقع آن گروه‌های تحقیقاتی، کشفی از زیگفرید فینک، محقق آلمانی، را از اوایل سال ۱۹۹۲ میلادی دوباره کشف کردند: زیگفرید فینک با فرآیندی بسیار شبیه به فرآیندهای Berglund و Hu، چوب را شفاف کرد تا حفره‌های خاصی از ساختار چوب را برای اهداف تحلیلی آشکار کند.
در سال ۲۰۲۱ میلادی، محققان روشی را برای تولید چوب شفاف سبک‌تر و مقاوم‌تر از شیشه گزارش کردند که به مقدار کم‌تری مواد شیمیایی و انرژی در برابر روش‌های قبلی نیاز دارد. ادعا می‌شود که چوب باریک تولید شده با «براشینگ شیمیایی به کمک خورشید» سبک‌تر و حدود ۵۰ برابر مقاوم‌تر از چوب‌های پردازش شده با روش‌های قبلی است.

## روند کار

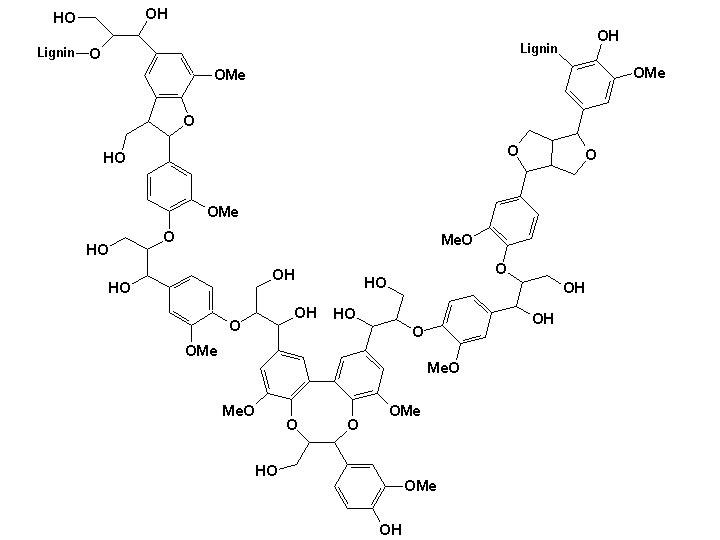
ساختار فرمول لیگنین Structural formula of lignin. Picture created by User: Chino and hereby released to the public domain.

چوب در حالت طبیعی به دلیل خاصیت پراکندگی و جذب نور، مادهٔ شفافی نیست. رنگ برنزه در چوب به دلیل ترکیب شیمیایی پلیمری آن از سلولز، همی سلولز و لیگنین می‌باشد. لیگنین چوب دلیل رنگ متمایز چوب هست و مقدار لیگنین حدود %۹۵–۸۰ قابلیت دید در چوب را تعیین می‌کند. برای تبدیل چوب به یک ماده آشکار و شفاف، جذب نور و پراکندگی نور باید در تولید آن کاهش یابد. فرایند تولید چوب شفاف بر اساس حذف تمام لیگنین چوب فرایند جداسازی نامیده می‌شود.

### فرایند لیگنین زدایی
تولید چوب شفاف از فرایند لیگنین زدایی، در پژوهش‌های مختلف، متفاوت است. با وجود تفاوت‌ها اصول اولیه آن به این صورت است: یک نمونه چوب در حرارت (۸۰درجه سانتیگراد - ۱۰۰درجه سانتیگراد) در محلول‌های حاوی کلرید سدیم، هیپوکلریت سدیم، یا سدیم هیدروکسید /سولفیت برای حدود ۳ تا۱۲ ساعت خیس می‌شود و سپس در پراکسید هیدروژن در حال جوشیدن غوطه‌ور می‌شود. بعد، لیگنین آن از ساختار سلولز و همی سلولز جدا می‌شود و چوب را سفید می‌کند و اجازه می‌دهد تا نفوذ رزین آغاز شود. در پایان، نمونه در یک رزین مشابه، معمولاً PMMA، در دمای بالا (۸۵درجه سانتی گراد) و به مدت ۱۲ ساعت در خلاء غوطه‌ور می‌شود. این فرایند فضایی را که قبلاً توسط لیگنین اشغال شده بود پر می‌کند و ساختار سلولی چوبی باز باعث ایجاد کامپوزیت چوب شفاف نهایی می‌شود.
با این‌که فرایند جداسازی لیگنین روش تولیدی موفقیت‌آمیزی هست، به تولید آزمایشگاهی و آزمایش یک مادهٔ کوچک با ضخامت کم محدود است و نمی‌تواند الزامات کاربرد عملی آن را برآورده کند. ولی، در مرکز نوآوری مشترک جیانگ سو برای پردازش کارآمد و استفاده از منبع‌های جنگلی در سال ۲۰۱۸ میلادی، ژوان وانگ و همکارانش یک روش جدید برای نفوذ محلول متیل متاکریلات پلیمریزه شده (MMA) به الیاف چوبی یافتند. با بهره‌گیری از این تکنیک جدید، چوب شفاف بزرگ با هر ضخامت یا هر اندازه‌ای به راحتی ساخته می‌شود. با وجود این موفقیت در ساخت چوب شفاف، چالش‌هایی با توجه به پایداری مکانیکی و عملکرد نوری قابل تنظیم هنوز وجود دارد.

## ویژگی‌ها

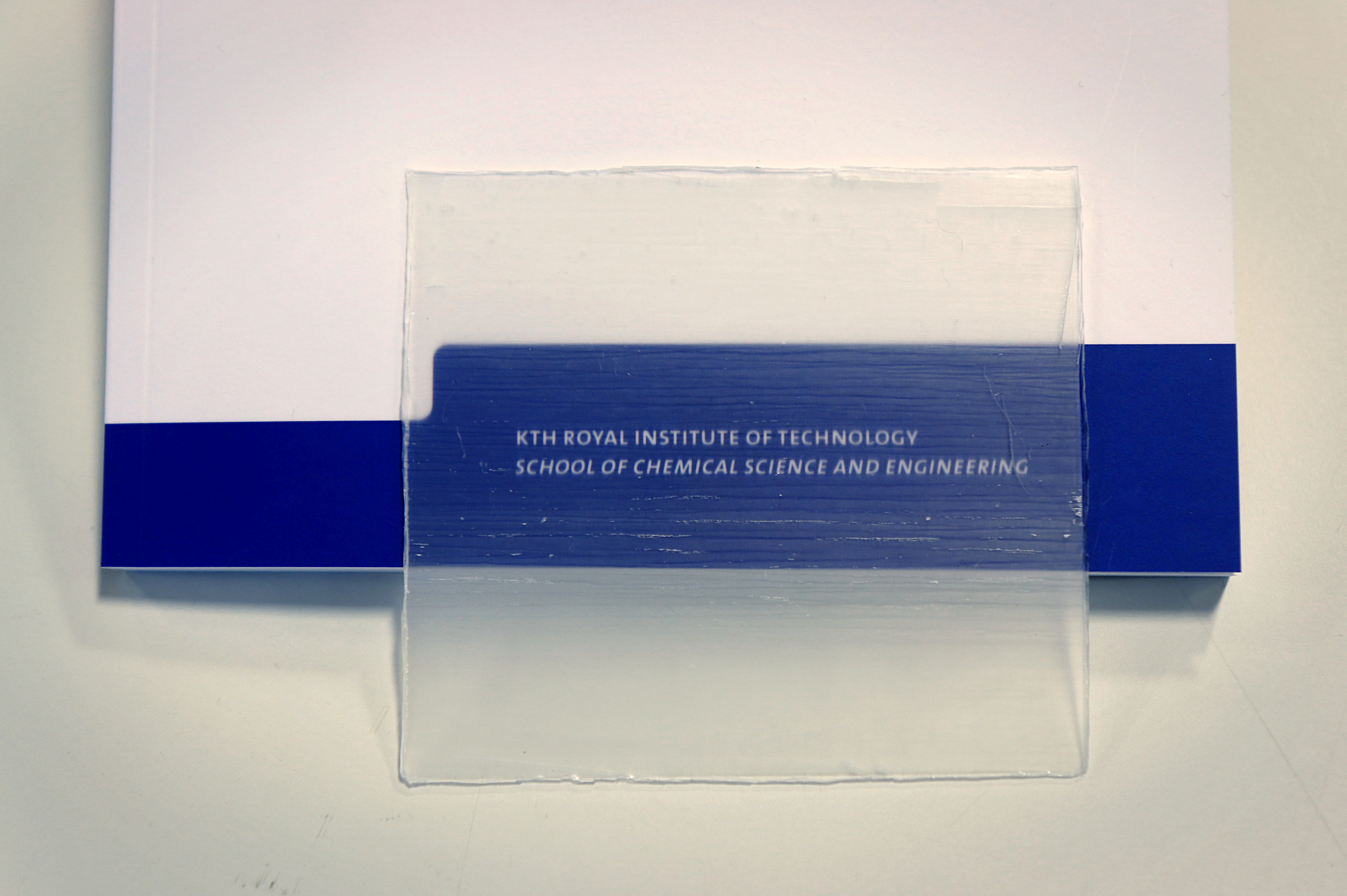
کامپوزیت‌های چوبی شفاف

چوب یک ماده طبیعی است که دارای خواص مکانیکی عالی از جمله استحکام بالا، ماندگاری خوب، رطوبت بالا و وزن مخصوص بالا هست. چوب می‌تواند به دو نوع چوب نرم و چوب سخت طبقه‌بندی بشود. هر نوع از دیگری متفاوت است. به عنوان مثال، سلول‌های طولی در چوب نرم از نظر طول از سلول‌های طولی در چوب سخت کوتاه‌تر هستند با این حال هر دو نوع ساختار سلسله مراتب مشابهی دارند، یعنی جهت سلول‌ها در چوب یکسان است. این ساختار خاص ناهمسان‌گرد و خواص با مقدارهای متفاوت وقتی در چندین جهت اندازه‌گیری می‌شود، به آن اجازه می‌دهد یون‌ها و آب را برای فتوسنتز در چوب پمپ کند. به‌طور مشابه، در کامپوزیت‌های چوبی شفاف، حذف کردن لیگنین و حفظ کردن لوله‌های فیبر سلولزی به آن اجازه می‌دهد تا به چوب شفافی تبدیل شود که می‌تواند در اپوکسی چسب مانند خیس شود که آن را به ماده ای مقاوم و شفاف تبدیل می‌کند. یک ماده خام عالی با قابلیت انتقال و ارسال‌کنندگی بالا و خواص مکانیکی پیشرفته می‌شود.

### ویژگی‌های مکانیکی
چوب شفاف خواص مکانیکی و عملکرد خود را از ویژگی فیبر سلولزی و جهت‌گیری هندسی سلول‌های لوله فیبر (شعاعی و مماسی) به دست می‌آورد که پایه ساختاری را برای طراحی کاربردهای مواد پیشرفته فراهم می‌کند.
یکی از جنبه‌های ویژگی مکانیکی چوب شفاف، مقاومت مواد آن است. به گفته ژو و همکارانش، چوب شفاف در جهت طولی دارای مدول الاستیک ۲٫۳۷گیگاپاسکال است و قدرت آن ۴۵٫۳۸مگاپاسکال (که هر دو کمتر از PMMA خالص هستند) و مقدار آن‌ها دو برابر مقادیری هست که عمود بر جهت طولی هستند، ۱٫۲۲گیگاپاسکال و ۲۳٫۳۸مگاپاسکال آنها به این نتیجه رسیدند که ویژگی‌های طولی تا عرضی برای چوب شفاف کاهش یافته‌است، که انتظار آن را داشتند چون حضور رزین پلیمری فضای حفره را سرکوب می‌کند. همچنین، ماهیت پلاستیکی کامپوزیت چوبی شفاف، مزایایی را در مقایسه با سایر مواد شکننده مانند شیشه دارد، به این معنی که در اثر ضربه خرد نمی‌شود.

### انتقال نوری و رسانایی حرارتی
در چوب شفاف، الیاف سلولزی محکم بسته‌بندی شده و عمود برهم تراز شده‌اند به عنوان راهنماهای موج باند پهن با تلفات پراکندگی زیاد برای نور عمل می‌کنند. این ظرفیت ویژه مدیریت نور باعث اثر انتشار نور می‌شود. لی و همکارانش با اندازه‌گیری ویژگی‌های نوری آن با یک کره یکپارچه فهمیدند که چوب شفاف ضریب عبور بالای %۹۰ (کمتر از PMMA خالص) و مه نوری زیاد %۹۵ را نشان می‌دهد. پس، چوب شفاف به عنوان یک ماده کارآمد انرژی می‌تواند برای کاهش مصرف انرژی روشنایی در روز با هدایت مؤثر نور خورشید به داخل خانه و همزمان روشنایی یکنواخت و ثابت در طول روز تأمین کند.
همچنین، رسانایی حرارتی چوب شفاف به همراستایی الیاف سلولز چوب نسبت داده می‌شود که پس از حذف کردن لیگنین و نفوذ پلیمر حفظ شده‌است. رسانایی حرارتی چوب شفاف ۰٫۳۲W⋅m -1 ⋅K -1 در جهت محوری هست و ۰٫۱۵W⋅m -1 ⋅K -1 در جهت شعاعی هست. بر اساس تحقیقات صورت گرفته توسط سلین مونتاناری از موسسه فناوری سلطنتی KTH در استکهلم، رسانایی حرارتی چوب شفاف، می‌تواند با جذب انرژی خورشید در طول روز و رها کردن آن در اواخر شب به داخل ساختمان‌ها را از نظر انرژی کارآمد.

### سیستم شیشه
سیستم شیشه در کاربردهای ساختمانی است که در آن نور مصنوعی می‌تواند با نور خورشید از طریق طراحی عبور نور جایگزین شود. بر اساس تحقیقات و شبیه‌سازی انجام شده توسط جوزف آرهارت در دانشگاه کلرادو بولدر، چوب شفاف به عنوان جایگزین سیستم شیشه ای می‌تواند مصرف انرژی تهویه مطبوع فضا را به‌طور متوسط%۲۴٫۶ تا %۳۳٫۳ در (منطقه آب و هوایی 3C، سانفرانسیسکو، کالیفرنیا) و فضاهای اداری بزرگ (منطقه آب و هوایی 4C، سیاتل، واشینگتن) کاهش دهد. این‌ها نگرش‌های مرتبطی در مورد عملکرد چوب شفاف هستند چون رسانایی حرارتی کمتر و قدرت ضربه بهتری را در برابر سیستم‌های شیشه‌ای برگزیده نشان می‌دهند.

### سلول‌های خورشیدی
نوع دیگر از کاربردهای چوب شفاف، انتقال نوری زیاد برای دستگاه‌های اپتوالکترونیکی به عنوان بستر در سلول‌های خورشیدی فتوولتائیک است. لی و همکارانش در انستیتوی فناوری سلطنتی KTH گذر نوری بالایی را مطالعه کردند که طبق مطالعات آن‌ها چوب شفاف به نامزدی برای زیرلایه در سلول‌های خورشیدی پروسکایتی تبدیل می‌شود. آنها به این نتیجه رسیدند که چوب شفاف دارای عبور نوری بالای %۸۶ و پایداری بلند مدت با شکست سفتی۳٫۲MPa⋅m 1/2در مقایسه با شکست زیرلایه شیشه با سفتی از ۰٫۷MPa⋅m 1/2تا ۰٫۸۵MPa⋅m 1/2که نیازهای زیرلایه برای سلول‌های خورشیدی را تأمین می‌کند. این‌ها اطلاعات مرتبطی برای کاربرد احتمالی چوب شفاف هستند چون راه‌حل مناسب و پایداری برای زیرلایه برای مونتاژ سلول‌های خورشیدی با پتانسیل در کاربردهای ساختمانی کارآمد و همچنین جایگزینی برای شیشه و کاهش ردپای کربن برای دستگاه‌ها است.
چوب شفاف می‌تواند علوم مواد و صنایع ساختمانی را با به کار گرفتن در کاربردهای جدید مانند پنجرهای باربر متحول کند. این قطعات همچنین می‌توانند باعث صرفه‌جویی در انرژی شوند و کارایی بهتری نسبت به شیشه یا سایر مواد سنتی داشته باشند. پژوهش‌های زیادی برای تعامل بین نور و ساختار چوب نیاز است، تا خواص نوری و مکانیکی تنظیم شوند و از کاربردهای پیشرفته کامپوزیت چوبی شفاف استفاده شود.

## خواندنی‌های بیش تر
- فینک، اس (۱۹۹۲). «چوب شفاف ؛ رویکردی جدید در مطالعه عملکردی ساختار چوب». Holzforschung-مجله بین‌المللی زیست‌شناسی، شیمی، فیزیک و فناوری چوب. ۴۶ (۵)، ۴۰۳–۴۰۸. شیکاگو doi:10.1515/hfsg.1992.46.5.403
- Berglund, L.، و همکاران. (۲۰۱۸). «نانو فناوری چوب برای مواد کاربردی». Advanced Materials, 30(19), 1704285. doi:10.1002/adma.201704285
- ژو، اچ، و همکاران. (۲۰۱۴). «کاغذ شفاف: ساخت، خواص و کاربردهای دستگاه». انرژی و علوم محیطی، 7 (1)، 269-287. doi:10.1039/c3ee43024c